# Blood in, Blood Out
Blood In Blood Out: Bound By Honor (en español, Sangre por sangre: Obligado por el honor) es una película de 1993 dirigida por Taylor Hackford. Cuenta las vidas de tres muchachos chicanos: Miklo Velka (Damian Chapa), Cruz Candelaria (Jesse Borrego) y Paco Aguilar (Benjamin Bratt), de 1972 a 1984. Blood In, Blood Out se filmó en 1991 en las áreas de habla hispana de Los Ángeles y dentro de la prisión estatal de San Quintín, en California.[cita requerida]

## Argumento
Tres primos crecen como hermanos en medio de la violencia de las bandas del Este de Los Ángeles. Con el tiempo, sus vidas siguen caminos muy diferentes: Paco trabaja para la brigada antidroga de la policía, Miklo cae en las redes de las brutales bandas de San Quintín y Cruz se deja arrastrar por el sórdido mundo de la drogadicción, pero el sentido del honor y sobre todo los lazos de sangre los mantendrán siempre unidos.
La historia comienza cuando Miklo decide volver al viejo barrio donde creció para quedarse con su madre (quien es mexicana) despuès de haber discutido y peleado con su padre (quien es americano). Al ponerse al tanto de su situación, Miklo se queda a vivir en la casa de su tía Dolores por seguridad, por lo que Miklo se hospeda en la habitación de su primo Paco. A la vez, se vuelve a encontrar con Cruz, el hermanastro de Paco; por lo que se empiezan a llevarse bien entre ellos. Luego de ver que el barrio está con marcas de la pandilla dominante (denominado los 3 Puntos), Miklo quiere ser parte de los Vatos Locos, la pandilla liderada por Paco. Para eso, Paco lo desafía a frenar los actos de los 3 Puntos, y esto hace que Miklo destruya el parabrisas del auto de dicha pandilla. A raíz de esto, Miklo es aceptado en los Vatos Locos.
En la fiesta de graduación de Cruz, estando él con su novia en un lugar a solas, aparecen los 3 Puntos y lo atacan salvajemente, a tal grado de que lo lesionan en la espalda y le cortan parte de su piel tatuada como respuesta al ataque que tuvieron anteriormente. Debido a esto, Cruz es hospitalizado por lo que Paco y los Vatos Locos planean una venganza contra los 3 Puntos. A la mañana siguiente, Paco arma una emboscada contra Spider, el líder de los 3 Puntos; logran capturarlo y terminan marcándole la señal de los Vatos Locos en su pecho con una navaja. En un intento de contratacar, Miklo mata a Spider por proteger a sus camaradas. Esto hace que todos sean perseguidos por la policía a causa de la alta velocidad con la que Paco conducía, pero éste se estrella contra otro auto y todos son arrestados y castigados conforme a la ley.
Tiempo después, Cruz sale del hospital en plan de recuperación mientras que Paco regresó como marine. En tanto que ellos retoman relaciones familiares, Miklo es enviado a la Prisión Estatal de San Quintín. Al principio, no le va bien porque es molestado por diversos reos, pero en el instante conoce a Popeye (quien era hermano de Chuy, integrante de los Vatos Locos). Pronto Miklo conocería a las pandillas de la prisión, entre los que predominan la Aryan Vanguard (AV) o Vanguardia Ariana (pandilla conformada por reos de tez blanca y tendencia racista, liderados por Red Ryder), la Black Guerrilla Army (BGA) o Guerrilla Negra (pandilla conformada por reos afroamericanos, liderados por Bonafide) y La Onda (pandilla conformada por reos de origen latino y chicano, liderados por Montana Segura). Inicialmente, Popeye protege a Miklo pero luego termina atacándolo para intentar abusarlo pero es detenido por Montana. Tras saber que Montana es el líder de La Onda, decide presentarse ante él para ser aceptado en la pandilla pero Montana no lo toma en cuenta debido a que es "güero", aunque lo reconsidera cuando le propone matar a uno de sus enemigos, trato que Miklo acepta. Al ofrecerse como ayudante, Miklo trabaja junto a Big Al, el jefe de la cocina de la prisión. En el transcurso, descubre que Al es el que dirige una gran red de apuestas dentro de la prisión y es el que soborna a los carceleros. Como parte de su plan, comienza por seducir a Al ante sus provocaciones (ya que Al era homosexual). De esta forma, logra ser su protegido ante los demás reos, pero en secreto era instruido por el mismo Montana para lograr el cometido. A la mañana siguiente, Miklo (con ayuda de Geronimo) arma un alboroto en la cocina, y entra secretamente al depósito donde ve a Al sobornando a un sargento. Para no ser rechazado, Miklo accede a las insinuaciones de Al para luego matarlo. Logrando su objetivo, Miklo es aceptado por Montana y La Onda.
Mientras tanto, Cruz logra despegar su carrera como pintor pero con el problema de que se vuelve adicto a las drogas debido a su lesión. Días después, Juanito (el hermano menor en común de Paco y Cruz) muere debido a una sobredosis provocada por una jeringa llena de droga. Esto provoca aflicción en la familia, quienes repudian a Cruz por lo ocurrido con su hermano menor. Con el paso del tiempo, Paco se vuelve en detective y agente antidrogas (motivado por la muerte de Juanito) donde desmantela algunas fábricas de drogas, y empieza a investigar sobre la conexión entre el tráfico de drogas y La Onda.
En su intento por obtener libertad condicional, Miklo culmina sus estudios en la prisión y mantiene un récord de buena conducta; todo como parte de un plan hecho por Montana. En un principio, Cruz se ofrece a alojarlo pero termina quedándose con Popeye en un hotel de mala reputación. Asimismo consigue un empleo en un taller de llantas. Pero Miklo descubre que Popeye está haciendo negocios sucios a expensas de Montana y La Onda, incluso que retenía parte de los sueldos de los ex-convictos. Para corregirlo, Miklo se ofrece de voluntario para asaltar un camión blindado que contiene dinero, esto bajo órdenes del "Clavo", un mafioso del barrio. Para que el plan sea ejecutado, Miklo exige que la deuda de Cruz con Clavo sea saldada con su trabajo y que Popeye sea sacado del plan (ya que no representaba los ideales de La Onda); condiciones que Clavo accede. Al día siguiente, Miklo y sus aliados realizan su cometido pero luego son atacados por la policía (quienes fueron avisados por Popeye). En medio de la balacera, Miklo es descubierto por Paco y en su intento por detenerlo, le propina dos tiros en la pierna. Este hecho hace que Paco sienta remordimiento por lo ocurrido con Miklo pero al reencontrarse con Cruz, sólo se agrava más la relación entre ellos. Posteriormente, Paco se entera de que los disparos que le dio a Miklo hicieron que éste perdiera su pierna izquierda.
Regresando a San Quintín, se entera de que Carlos (exintegrante de La Onda) se apartó de la banda para ser distribuidor de droga dentro de la prisión. Esto nuevamente preocupa a Miklo porque Montana estaba siendo desplazado por las demás fuerzas de la prisión y por la pandilla de Carlos. Debido a su discapacidad, Miklo es asignado a la biblioteca como ayudante de Jerry, el encargado de la biblioteca y apoyo legal. Al conocer a Jerry, aprende sobre ciertas reglas legales y sobre los antecedentes de algunos presos; por lo que Miklo establece una serie de planes para restituir el dominio de La Onda.
Inicialmente, dejan que Carlos mate al traficante de los BGA y que su hermano Smoky destruya el sitio donde guardaban su mercancía, donde al darse todo esto, los AV matan a Carlos. A causa de su muerte, es que se realiza una revuelta en prisión. A eso se le suma la muerte de Smoky, el cual altera todo el caso liderado por Paco, pero éste se asegura de poder descubrir los nexos entre las muertes dadas y La Onda. Asimismo, Bonafide y Montana pactan una tregua entre sus bandas para enfrentar a los AV, y Montana garantiza su pacificación a través de una transferencia temporal a Texas y asignando a Miklo como representante para asegurar el pacto. Días después, un reo de la prisión llamado Wallace mata a Montana previamente a su visita con su hija. Esto preocupa a la policía y a La Onda pues el líder había muerto bajo un complot contra la banda. Entre malos entendidos, resultó que Wallace había matado a Montana por órdenes de Bonafide, pero éste lo niega ya que el argumento se basaba en una corta guardada en un peine (mismo que era una copia del que poseía Bonafide). Con lo ocurrido, Miklo toma su lugar de forma interina en La Onda y establece una tregua total con Bonafide y los BGA para los siguientes meses.
En el Día de los Muertos, Cruz visita la tumba de Juanito, pero sorpresivamente se encuentra con su familia, por lo que les pide perdón y éstos también lo consuelan, reconciliándose como familia. Mientras tanto en la prisión, Bonafide y Miklo ordenan a sus hombres a que maten a los más fuertes de los AV a fin de ser más fuertes; pero Bonafide es traicionado por Miklo, siendo emboscado y cruelmente asesinado junto con sus secuaces, logrando así el dominio total. Bajo una fuerte investigación, la Policía decide enviar a todos los integrantes de la Onda para desmantelar a la banda, pero Miklo ve la decisión con buenos ojos porque podrá cumplir el sueño de Montana a través de las transferencias de sus integrantes, y así multiplicar a La Onda. De esta forma, Miklo queda como el nuevo líder de la banda.
Tras haber hablado con sus compañeros, se revela que quien mandó a matar a Montana fue el propio Miklo, quien lo hizo para preservar a la Onda en la prisión, a pesar de quererlo mucho; por lo que Magic le jura lealtad a él y a la banda.
Tiempo después, Cruz se rehabilita y logra hacer las paces con Paco, y le muestra un mural en dedicatoria a ellos y a Miklo; y aunque hay un cruce de palabras entre ellos, se reconcilian y vuelven a bromear como cuando eran jóvenes, bajo el juramento de "Vatos locos, por siempre".

## Reparto
- Damian Chapa como Miklo Velka.
- Benjamin Bratt como Paco Aguilar.
- Jesse Borrego como Cruz Candelaria.
- Enrique Castillo como Montana Segura.
- Delroy Lindo como Bonafide.
- Victor Rivers como Magic.
- Danny Trejo como Geronimo.
- Geoffrey Rivas como Carlos Zuñiga.
- Tom Towles como Red Ryder.
- Carlos Carrasco como Popeye Saavedra.
- Raymond Cruz como Chuy Saavedra.
- Valente Rodriguez como Frankie.
- Billy Bob Thornton como Lightning.
- Jimmy Santiago Baca como Gato.
- Lanny Flaherty como Big Al.
- Ray Oriel como Spider.
- David Labiosa como Coolaide.
- Theodore Wilson como Wallace.
- Gary Carlos Cervantes como Smokey.
- Karmin Murcelo como Dolores
- Noah Verduzco como Juanito
- Victor Mohica† como Mano.
- Jenny Gago como Lupe.
- Mike Genovese como Sgto Bob Devereaux
- Richard Masur (no aparece en los créditos) como Jerry
- Thomas F. Wilson como Rollie McCann.
- Harold Surratt como Pockets.
- Gary Tacon como Clavo.
- Luis Contreras como Realthing.
- Paulo Tocha como Apache.
- Ving Rhames como Iván.
- Lupe Ontiveros como Carmen.
- Natalia Nogulich como Janis.
- Peter Mark Vásquez como Chivo.

## Producción
Las tres bandas de presos de la película son personajes de ficción creados por el guionista Jimmy Santiago Baca y el director Taylor Hackford. Sin embargo, se basaron en las bandas de prisión reales, con el Vanguardia Aria, Ejército Guerrillero Negro y La Onda en representación de la Hermandad Aria, Familia Negra Guerrilla, y la mafia mexicana, respectivamente. El actor Theodore Wilson murió poco después de filmar sus escenas en la película.
El artista Adan Hernández fue contratado para crear las pinturas que el personaje de Cruz Candelaria debía haber pintado. Todas las pinturas que fueron utilizadas en la película fueron creadas por él. Desafortunadamente, el mural del depósito visto en el clímax de la película había sido repintado. Hernández hizo una aparición en la película como el narcotraficante Gilbert en la escena de la galería de arte. La película fue filmada en los alrededores de Los Ángeles y el este de Los Ángeles y dentro de las paredes de la prisión estatal de San Quintín. El personaje principal Miklo es enviado a San Quentin, donde gran parte de la trama de la película tiene lugar. Varios de los reclusos de entonces aparecen en la película como extras. Además, varios miembros del personal de la prisión también aparecen como otros y algunos facilitaron la producción de la película sirviendo como asesores técnicos. Muchos miembros del personal recibieron pequeñas líneas en la película, con el director dando un cameo extendido en una parte que es algo integral de la trama. Además, el actor Danny Trejo, que aparece en la película como Gerónimo, y que había cumplido tiempo en San Quentin antes de decidirse a convertirse en actor.
La película se tituló inicialmente Blood in Blood Out (Sangre por Sangre), pero fue retitulado Bound by Honor («obligado por el honor») antes del estreno de la película. Sangre por Sangre refiere al ritual de iniciación de tener que matar a alguien para entrar en una pandilla y, al revés, no poder dejar la pandilla a menos que sea asesinado. Esta es una iniciación común en muchas pandillas, incluyendo pandillas de prisión, y es también el lema de La Onda en la película. Hollywood Pictures insistió en el cambio de nombre, ya que el estudio sentía que incitaba a la violencia en el este de Los Ángeles. Además, los ejecutivos de Hollywood Pictures, una filial de Disney, fueron cautelosos sobre el efecto potencial que tendría la película después de los disturbios de 1992 en Los Ángeles y la atribución dada a Boyz n the Hood como la causa parcial o inspiración de los disturbios. El director Taylor Hackford ha declarado que estaba muy descontento con esta decisión, ya que el mensaje de la película era exactamente el opuesto al que el estudio temía que se transmitirá.
Había dos bandas sonoras producidas para la película. El primero fue lanzado por Hollywood Pictures y utilizado en la película después de su retitulación a Bound by Honor. La segunda banda sonora fue compuesta por Bill Conti y editada por Varèse Sarabande Records. La banda sonora de Conti había sido encargada para la película, pero fue cancelada después de que el título de Blood In Blood Out fuera eliminado. La banda sonora de Conti todavía se cree que existe, pero nunca ha sido lanzado.
Además de los presos y el personal y el artista Hernández, el guionista y poeta del barrio Jimmy Santiago Baca se alojó como preso y miembro del consejo La Onda.

## Bandas sonoras
| Como Un Perro                      | Severo Miron y Blanca Medel Calvez | Chelo Silva                  | Sony Music Entertainment México, S.A. DE C.V. | Sony Music Licensing     |
| K'in Sventa Ch'ul Me'tik Kwadalupe | Fiestas de Chiapas y Oaxaca | David Lewiston               | Elektra Nonesuch                              | Warner Special Products  |
| Low Rider                          | Jerry Goldstein, Lonnie Jordan, Howard E. Scott (como Howard Scott), Lee Oskar, Harold R. Brown, Thomas Allen, Charles Miller y Morris D. Dickerson | War                          | Far Out Music                                 | Sounds of Film           |
| Jin-Go-Lo-Ba                       | Michael Olatunji | Santana                      | Columbia Records                              | Sony Music Licensing     |
| That Lady                          | Ernie Isley, Marvin Isley, Ronald Isley, Rudolph Isley, O'Kelly Isley y Chris Jasper.                                                               | The Isley Brothers           | Sony Music                                    | Sony Music Licensing     |
| Searchin' For My Love              | Bobby Moore | Bobby Moore y el Rhythm Aces | MCA Records                                   | MCA Records              |
| Try Me                             | James Brown | James Brown                  | Polygram Special Markets                      | Polygram Special Markets |
| Take Me To The River               | Al Green y Teenie Hodges | Al Green                     | Motown Record Company, L.P.                   | Polygram Special Markets |
| Little Wing                        | Jimi Hendrix | Jimi Hendrix                 | Elber B.V.                                    | Elber B.V.               |
| 597-59                             | Joseph Jarman | Joseph Jarman                | Art Ensemble of Chicago                       | ECM Records              |
| Cafe                               | Arcalio García, Pablo Tellez y Jorge Santana | Malo                         | Warner Bros. Records Inc.                     | Warner Special Products  |
| Slippin' Into Darkness             | Lonnie Jordan, Howard E. Scott (como Howard Scott), Lee Oskar, Harold R. Brown, Thomas Allen, Charles Miller y Morris D. Dickerson                  | War                          | Far Out Music                                 | Sounds of Film           |
| Superfreak                         | Rick James y Alonzo Miller | Rick James                   | Motown Record Company, L.P.                   | Polygram Special Markets |
| Mal Hombre                         | Roger Velasquez | Roger Velasquez              |                                               |                          |

## Críticas
La película recibió críticas mixtas. Tiene una calificación del 55% sobre Rotten Tomatoes, basada en 11 opiniones. En IMDb es la celebración de un 8.0 / 10. La reseña de TV Guide declaró "una similitud con American Me de Edward James Olmos", en la que un traficante de drogas atormentado viaja por la misma ruta a través de la sociedad de la prisión como Miklo. La principal diferencia entre las dos películas es que Bound By Honor es, con mucho, Implacablemente pintoresco en la forma sin anestesia de las principales películas de Hollywood ". Llamando a Taylor Hackford 's Bound By Honor una versión menos atractiva y realista de American Me.
El crítico de cine Jonathan Rosenbaum para el Chicago Reader escribió que esto; "Fea de tres horas se supone que al parecer para hacer por este de Los Ángeles chicanos lo que las películas de El Padrino hicieron por Nueva York mafiosos..." 
Roger Ebert escribió "El este de Los Ángeles y algunos de los personajes parecen familiares, porque algunos de los mismos terrenos estaban cubiertos por American Me... Bound by Honor cubre un material similar de una forma menos apasionada y, por último, menos significativa ". Roger Ebert le dio a la película 2 estrellas de 4.
Un crítico de Entertainment Weekly, Owen Gleiberman dio Bound By Honor una B-, cayendo en el extremo superior del espectro de la película. Afirma que " Bound By Honor está plenamente viva cuando se mueve tras las rejas. Hay una emoción explotadora en el género..." Este crítico de cine fue definitivamente más interesado en la segunda mitad de la película una vez Miklo estaba en la cárcel La Onda. Owen declara sus gustos y disgustos sobre la película dándole una revisión justa.
Vincent Canby, del New York Times, escribió: "La película es grande y larga, apasionada y plana, está llena de incidentes heroicos y trágicos, pero escasa sobre los detalles de la vida cotidiana". Dar una revisión muy detallada sobre la trama de la historia que más tarde exalta algunos de los personajes de la película en particular, Enrique Castillo. Aunque Vincent Canby no da una calificación oficial para la película, concluye: "Aunque no es la épica que significa ser, no es un fracaso".

## Premios y nominaciones
| Mejor Director       | Tokio Sexto Festival Internacional de Cine | 1993 | Taylor Hackford | Blood in Blood Out | Ganador  |
| Gran Premio de Tokio | Tokio Sexto Festival Internacional de Cine | 1993 | Taylor Hackford | Blood in Blood Out | Nominado |